# 加利福尼亞小鯷
加利福尼亞小鯷（学名：Anchoa mundeoloides）為輻鰭魚綱鲱形目鳀科的其中一種，分布於中東太平洋區的加利福尼亞灣北部海域，棲息深度1-36公尺，本魚體中等，吻長度約3/4眼徑，臀鰭短，體側具一條窄的銀色條紋，臀鰭軟條26-31條，體長可達12公分，喜群游，棲息在沿海，以浮游生物為食。

## 擴展閱讀
維基物種上的相關：加利福尼亞小鯷